# Najat Vallaud-Belkacemová
Najat Vallaud-Belkacemová (* 4. říjen 1977) je francouzská politička marockého původu.

## Život
Narodila se sice v roce 1977 v Maroku, vyrůstala avšak ve Francii, kam se její rodina o pět let později přestěhovala. Vlastní dvojí občanství.
V roce 2013 se zasazovala jako ministryně pro ženská práva o pokutování zákazníků prostitutek, což vedlo z jejich strany k následným demonstracím, pramenících ze strachu, že tak přijdou o svoje klienty.
Jako francouzská ministryně školství prosazovala v roce 2016 rozšířenou výuku jazyků ve školách, obzvláště pak arabštiny, a to již od základní školy, což se nesetkalo s příliš kladným ohlasem. V témže roce stála vedle kolegy Bernarda Cazeneuvea za rozhodnutím francouzské vlády, která rozhodla, že se všechny děti starší tří let musejí účastnit branných cvičení, chránících před teroristickými útoky.